# Hallfreðar saga
La Hallfreðar saga (saga d'Hallfreðr) est une saga islandaise. Elle raconte l'histoire du scalde du XIe siècle, Hallfreðr vandræðaskáld.
Plusieurs versions de la saga existent, en particulier dans le Flateyjarbók et le Möðruvallabók, deux manuscrits du XIVe siècle.

## Description
La saga raconte l'histoire de Hallfreðr vandræðaskáld, un poète islandais actif vers l'an 1000. La saga a une certaine ressemblance avec les sagas d'autres poètes, comme la saga Kormáks ou la saga Gunnlaugs, mais dans la saga Hallfreðar, l'accent est moins mis sur les relations amoureuses du scalde. Au lieu de cela, la saga s'attarde sur la conversion troublée de Hallfreðr du paganisme nordique au christianisme et sur ses relations avec le roi Óláfr Tryggvason et d'autres dirigeants norvégiens.